# John Dye
John Carroll Dye (Amory, 31 januari 1963 - San Francisco, 10 januari 2011) was een Amerikaans acteur.

## Carrière
Dye kreeg zijn eerste filmrol in Making the grade uit 1984. Het jaar daarop verscheen hij in een videoclip van ZZ Top. In 1987 kreeg Dye zijn eerste hoofdrol in de film Campus Man. In datzelfde jaar speelde hij samen met Judd Nelson in de miniserie Billionaire Boys Club.
In 1989 had Dye een rol in de martialartsfilm Best of the Best, en speelde hij de rol van Pfc. Francis 'Doc Hoc' Hockenbury in de televisieserie Tour of Duty. Na het einde van de serie speelde hij nog in enkele kortlopende televisieseries.
In 1996 had Dye een rol in Touched by an Angel als Andrew, de engel des doods. In eerste instantie was Andrew een terugkerend karakter, maar vanwege zijn populariteit werd het een vast personage in de serie. Touched by an Angel werd negen seizoenen lang uitgezonden tot het stopte in 2003.

## Overlijden
Dye werd levenloos gevonden in zijn woning op 10 januari 2011. Volgens de familie was de doodsoorzaak door hartproblemen.

## Filmografie
* exclusief eenmalige afleveringen